# Lumbricillus taisiae
Lumbricillus taisiae är en ringmaskart som beskrevs av Shurova 1978. Lumbricillus taisiae ingår i släktet Lumbricillus och familjen småringmaskar. Inga underarter finns listade i Catalogue of Life.